# Walther Domansky
Walther Domansky (auch Walter; * 2. Dezember 1860 in Danzig; † 8. Dezember 1936 ebenda) war ein deutscher evangelischer Pfarrer und Schriftsteller.

## Leben
Walter Domansky wurde als Sohn des Schiffskapitäns Richard Domansky in Danzig geboren und besuchte dort das Gymnasium. Die Familie lebte in einem alten Danziger Landhaus in Strieß, in dem schon Daniel Chodowiecki geweilt hatte, dem er später ein Feuilleton widmete.
Domansky studierte in Leipzig und Königsberg Theologie. Er war ab 1885 evangelischer Pfarrer in dem kleinen Dorf Neubarkoschin (heute Nowy Barkoczyn) bei Berent. Ab 1888 trat er eine Pfarrstelle in einer größeren Ortschaft an, im nordhessisch-waldeckischen Sachsenberg. Aufgrund einer Erkrankung konnte er die Funktion nicht weiter ausüben und trat 1890 vorzeitig in den Ruhestand. 
Er kehrte nach Danzig zurück, wo er sich auf sein schriftstellerisches Schaffen verlegte. Er veröffentlichte Romane, Erzählungen, Gedichte, Chroniken, Festschriften und schrieb Essays und Artikel für Zeitungen, mit denen er wenig Geld verdiente. Insbesondere durch sein Wirken als stadthistorischer Feuilletonist erwarb er sich Ruhm als Danziger Lokalpatriot und Geschichtspopularisator. Die Literatur Domanskys wird als protestantische, unterhaltende bzw. lokale Gebrauchsliteratur charakterisiert. Seine wirtschaftlichen Verhältnisse verbesserten sich nicht. Durch die Stadt Danzig wurde ihm eine kleine Wohnung zugeteilt. 
Domansky starb 1936 in Danzig. Der als Maler, Zeichner und Lithograph tätige Arthur Bendrat war sein Neffe.

## Werke (Auswahl)
- Aus Danzigs Vorzeit. Drei Erzählungen für Jung und Alt: 1. Der Milchpeter 2. Simon Matern 3. Bert und Sotz. Verlag Theodor Bertling, Danzig 1890.
- Missionsröslein – drei Erzählungen aus dem Missionsleben der Heimat. Verlag der Missions-Buchhandlung, Basel 1899.
- Danz'ger Dittchen. Plattdeutsche Gedichte, Saunier, Danzig 1903.
- Jean-Paul-Büchlein. Prosastellen aus des Dichters Werke als Gedichte bearbeitet. Saunier, Danzig 1903.
- Bilderbuch aus dem achtzehnten Jahrhundert. Verlag des lutherischen Büchervereins, 1904.
- Ein Bundchen Flundern. Neue plattdeutsche Gedichte, Saunier, Danzig 1904.
- Marienburger Geschichten von Walther Domansky. Verlag Halb, Marienburg 1909.
- Das 350 jährige Jubiläum der Danziger Klempner-Innung 28. Oktober 1916, Danzig 1916.
- Danziger Pomuchelsköpfe. Verlag Franz Brüning, Danzig 1917.
- Kleine Chronik der Familie Sczersputowski. Ein Beitrag zur Danziger Familiengeschichte. Westpreußischer Verlag A.-G., Danzig 1922.
- O du mein Danzig! Allerlei Geschichten. A. W. Kafemann, Danzig 1930.
- Aus Danzigs stillen Winkeln. A. W. Kafemann, Danzig 1931.